# Paecilaema angustum
Paecilaema angustum is een hooiwagen uit de familie Cosmetidae.